# Moscow Ladies Open 1975
Il Moscow Ladies Open 1975 è stato un torneo di tennis che si è giocato sul sintetico indoor. Il torneo faceva parte dei Tornei di tennis femminili indipendenti nel 1975. Si è giocato a Mosca in Russia, dal 18 al 24 gennaio 1975.

## Campionesse

### Singolare
Ol'ga Morozova ha battuto in finale  Elena Granaturova con il punteggio di 6–0, 1–6, 6–4

### Doppio
- Doppio non disputato